# Список умерших в 960 году

## Июнь
- 15 июня — Эдбурга Уинчестерская, дочь короля Англии Эдуарда Старшего[1].

## Дата смерти неизвестна или требует уточнения
- Гуань Тун, китайский художник-пейзажист.
- Симеон Метафраст, православный святой, византийский писатель, государственный деятель.
- Часлав Клонимирович, правитель Сербского княжества (933—960)[2].